# シャボン玉ホリデー
『シャボン玉ホリデー』（シャボンだまホリデー）は、1961年6月4日から1972年10月1日、および1976年10月9日から1977年3月26日まで日本テレビで2期にわたって放送されていた音楽バラエティ番組である。
第1期・第2期ともに牛乳石鹸一社提供で放送（社名は、第1期放送当時の1967年に共進社油脂工業から牛乳石鹸共進社に変更）。放送回数は第1期が全591回、第2期が全24回。第1期は毎週日曜 18:30 - 19:00 に、第2期は毎週土曜 23:45 - 日曜 0:15（日本標準時）に放送されていた。

## 番組綱要

### シャボン玉ホリデー（1961年6月 - 1972年10月）
製作は日本テレビと渡辺プロダクション（後年タレント部門をワタナベエンターテインメントに継承）。渡辺プロが目下売り出し中の双子の女性デュオ・ザ・ピーナッツを主役に据えた音楽バラエティショーとして制作された。現場の指揮は、渡辺プロダクションの制作部長・松下治夫（後の株式会社ワイズメン代表）が執った。
スポンサー探しは難航を極め、当初提供契約に難色を示していた牛乳石鹸が最終的にしぶしぶ行った経緯から同社より見返りを求められ、日本テレビが見返りとして番組名を当初予定していた『ピーナッツ・ホリデー』から『シャボン玉ホリデー』に変えた経緯がある。番組名がホリデーとなっているのは、牛乳石鹸社長の宮崎寅四郎による命名で、電通の堀貞一郎から牛乳石鹸への売り込みだったため、その労をねぎらい堀の名をとり堀貞（ホリテイ）からホリデーとした。牛乳石鹸の一社提供であったため、番組冒頭には乳牛の鳴声「モー！」と番組テーマ曲をバックに「提供・乳牛マーク・牛乳石鹸」が書かれていた提供クレジットが入れられていた。その代償として、テーマ題の最後に「ピーナッツ！」とサブタイトルを入れることにした。ただ視聴率は高かったため、結果的には成功ということになった。
番組はまず「牛乳石鹸提供、シャボン玉ホリデー！」のタイトルコールに次いで、乳牛の鳴き声でオチとなるコントをやり、その後ザ・ピーナッツがテーマソングをシャボン玉の舞う中で歌い、毎回1つのあるテーマに沿ってザ・ピーナッツ、ハナ肇とクレージーキャッツ、そして毎回登場するゲストを交え、コント・歌・トークなどを展開。番組からは数多くのギャグが生まれ、特に植木等の「お呼びでない？こりゃまた失礼致しました！」は番組を代表する伝説的なフレーズとして親しまれた。
当時本番組のADだった齋藤太朗は、後に当時を振り返って「当時井原高忠が担当していた『光子の窓』が人気を博しており、それに同番組のADだった秋元近史が対抗意識を燃やし、渡辺プロダクションと組み当時まだ売れてなかった若手（ザ・ピーナッツ、クレージーキャッツ等）を起用して番組を立ち上げた」と語っている。
第1回からカラー放送で、生放送ではなくカラーVTRに収録しての放送を行っていた。収録は出演者のスケジュール上深夜に撮影されることが多く、時には明け方までかかることもあったという。オープニングテーマとエンディングテーマからもうかがえるとおり、番組の主役はザ・ピーナッツであるが、実質的にはハナ肇とクレージーキャッツとのW主演となった。
また、例年の8月にはクレージーが大阪市北区の梅田コマ・スタジアムで特別公演を行うため、系列局である読売テレビのスタジオ（当時は東天満に存在）を使って収録したこともある。
1972年に入ると、クレージーのメンバー全員揃っての出演は無くなる（ハナ肇か谷啓が出演）。そして同年5月からの約半年間は公開番組となり、谷啓、ピーナッツ、そして井上順之（後の井上順）がメインを務め、スタジオに動物を入れるなど往時とは別内容のものとなっていた。この頃にはジャッキー吉川とブルーコメッツもレギュラーとなっていた。この時期番組は視聴率も低迷しており、ザ・ピーナッツが当時関西で人気を誇っていた『ヤングおー!おー!』（毎日放送製作）にゲスト出演した際、「こっち（ヤングおー!おー!）のほうが面白い」と本音を漏らしたというエピソードも残っている。
番組は1972年10月1日、11年4か月の歴史に幕を下ろした。通常『シャボン玉ホリデー』と言えば、こちらの第1期を指すことの方が多い。

### シャボン玉ホリデー（1976年10月 - 1977年3月）
第1期の終了から4年後の1976年10月9日、番組は同一のタイトルでリバイバル。レギュラー陣は、デビュー間もないピンク・レディーに三ツ矢歌子、藤村俊二、車だん吉を加えたメンバー構成であった。
こちらも第1期と同様に日本テレビで放送され、スポンサーも引き続き牛乳石鹸が務めたが、ゴールデンタイムの直前に放送されていた第1期と異なり、第2期では深夜番組としての放送であった。プロ野球ナイター中継のシーズン中に『全日本プロレス中継』を一時移動させる深夜枠の確保のためもあり、番組は半年後の1977年3月26日に終了した。メイン出演者のピンク・レディーは、番組終了直前の1977年2月に牛乳石鹸から発売された「シャワラン・ビューティシャンプー＆リンス」のCMに起用されていた。
なお、第1期では年末年始であろうと毎週欠かさずに放送されていたが、第2期では年始（1977年1月1日）の放送は行われなかった。

## 主な出演者

### 第1期
- ザ・ピーナッツ[6]
- ハナ肇とクレージーキャッツ（ - 1972年10月）[6]
  - ハナ肇
  - 植木等
  - 谷啓
  - 犬塚弘
  - 桜井センリ
  - 安田伸
  - 石橋エータロー
- 白木秀雄：番組内でハナ肇とドラム合戦をしたこともある。
- なべおさみ
- 松崎真
- 小島正雄
- 前田武彦
- 小松政夫
- 青島幸男
- 伊東ゆかり
- 中尾ミエ
- 園まり
- 布施明[6]
- 玉川良一
- 藤村有弘
- ダークダックス
- スリーファンキーズ
- ジャニーズ
- ザ・タイガース[6][7]
- ジャッキー吉川とブルーコメッツ：最末期にレギュラーとなる。
- 井上順（1972年）

### 第2期
- ピンク・レディー
- 三ツ矢歌子
- 藤村俊二
- 車だん吉

## ゲスト

### 第1期
- ザ・ドリフターズ
- 梓みちよ
- コント55号
- 白木みのる
- 春日八郎：第1回ゲストの1人。
- ミッキー・カーチス
- 鶴田浩二
- 平尾昌章
- 松島トモ子
- 林家三平
- 中村八大トリオ
- 越路吹雪
- 宝田明
- 高島忠夫
- 坂本九
- 木の実ナナ
- 谷幹一
- ミヤコ蝶々
- 藤田まこと
- ジャニーズ
- 西郷輝彦
- かしまし娘
- ジミー時田
- ルーキー新一
- トニー谷
- 三遊亭圓楽
- 玉川良一
- 芦屋雁之助
- 古今亭志ん朝
- 奥村チヨ
- 山本直純
- 水前寺清子
- ワイルドワンズ
- 森進一
- 7代目立川談志
- 京唄子
- 鳳啓助
- 江利チエミ
- スパイダース
- ビリーバンバン
- 沢田研二：最終回では井上堯之バンドと共にゲスト出演した[注釈 7]。
- ケーシー高峰
- 南利明
- 辺見マリ
- ピンキーとキラーズ
- 小山ルミ
- 小柳ルミ子
- 柳家金語楼
- 南沙織
- 天地真理
- 由紀さおり
- 北島三郎
- 岡田眞澄
- てんぷくトリオ
- 中山千夏
- 雪村いづみ
- ホーギー・カーマイケル[注釈 8]

### 第2期
- 山田康雄
- 森田公一
- 西城秀樹
- 研ナオコ
- 桜田淳子
- 都はるみ
- 千昌夫：当時牛乳石鹸の「スキンライフ」のCMに出演。
- 森田健作
- 片平なぎさ
- 和田アキ子
- 前川清（内山田洋とクールファイブ）
- 新沼謙治
- 野口五郎
- 八代亜紀
- あおい輝彦
- 山口百恵：当時同業社のヘアケア製品のCMに出演していたが、なぜかゲストに呼ばれた。
- 伊東ゆかり：最終回に出演。
- ほか

## コーナーなど
- 冒頭
  - この回に関する場面に突然ピーナッツが現れ、（ユミ）「牛乳石鹸提供」（エミ）「シャボン玉ホリデー！」とタイトルコールした後、アルペジオとともに出演者の一人[注釈 9]が風船を膨らませる場面が映された。
- プロローグ
  - 牛乳石鹸に因み、乳牛の鳴き声「モー！」でオチになるコント。鳴き声は初期はクレージーの1人が口で行うか、管楽器を鳴らそうとして「モー！」となるかだったが、中期からは着ぐるみの乳牛がやるようになった。
- 提供クレジット→タイトルカード
  - ファンファーレ風のジングルと共に、「提供 牛乳石鹸」[注釈 10]という提供クレジットが出され、その後、上段に「シャボン玉ホリデー」、下段に今回のサブタイトルが書かれたタイトルカードが映し出される。
- オープニング
  - シャボン玉が舞う映像が映され、（エミ）「シャボン玉ホリデー」（ユミ）「○○（サブタイトル前部）」（2人）「ピーナッツ！」という声がした後、ピーナッツが映されてテーマソングを歌った。末期には画面下にスタッフのテロップが映される様になった。
- 生CM
  - 大別して2種類あり、オープニング直後にクレージーの誰かとピーナッツがやり取りした後に牛乳石鹸製品の紹介ナレーションをするものと、番組中のコントに突然ピーナッツが現れて生CMへ行くものがあった。またエンディング前の生CMは、犬塚弘と入江美樹の掛け合い後にナレーションで行った。製品は、オープニング後にはシャンプーやシェービング製品、エンディング前には主力商品の「赤箱」が多かった。
- お呼びでないコント
  - 番組の名物コント。植木が場違いな場面に現れて皆が呆気に取られたところで、植木が「お呼びでない？こりゃまた失礼しました！」と言いながら去り、皆がずっこけた。このコントのコンセプトは後に『志村けんのだいじょうぶだぁ』（フジテレビ）で志村けん扮する「変なおじさん」のコントに流用された。
- おかゆコント
  - ハナが病気で寝たきりの父親、ピーナッツがその娘に扮し、（ピーナッツ）「おとっつぁん、おかゆが出来たわよ」（ハナ）「いつもすまないねぇ。（激しく咳き込む）おっかさんが生きていてくれたらなぁ」（ピーナッツ）「それは言わない約束でしょ、おとっつぁん」と繋がるコント。「お呼びでないコント」や「キントトコント」などと絡ませることが多かった。
- キントトコント
  - 架空の映画会社「キントト映画社」が舞台のコント。なべが映画監督、安田が助監督に扮し、映画の撮影風景を見せる。必ずなべが安田を「ヤスダーッ!!」と叫びながらどつくのが定番であり、この時期のなべの当たり役となった。
- ギャングコント
  - 谷がギャング団のボスに扮するコント。
- フィナーレ
  - ラスト、全出演者が歌って踊る。
- エンディング
  - 街灯とベンチが置かれている暗いスタジオで、ピーナッツがエンディングテーマ「スターダスト」を歌っていると、ハナ（それ以外の時もあり）が現れ、この回のまとめを述べる。その後ピーナッツに暴言を吐き、ピーナッツから肘鉄を食らって去り、ピーナッツもフレームアウトする。その後後ろにいた犬塚がギターを弾き（ロス・インディオス・タバハラスのレコード音源に当て振り）、それに合わせて今回放送分のスタッフと出演者のテロップがスクロールされ、そして次回放送分の作・サブタイトル・出演者の手書きテロップが映された。なお末期には、次回放送分はそのままだが、今回放送分は出演者だけが映された（スクロールも廃止）。
  - このエンディングもパロディ化されており、『てなもんや三度笠』にピーナッツがゲスト出演した際に、藤田まこと相手にこのギャグが再現されていた。また放送開始から50年近く経ってから、関西ローカルの番組である『NMBとまなぶくん』のエンディングで山本彩と司会のかまいたちがこのギャグのパロディを演じたことがある。
- 提供クレジット→エンドカード
  - 冒頭と同じ提供クレジットが出された後、「シャボン玉ホリデー おわり」と書かれたエンドカードが出される。この間、オープニングテーマの後半部と、乳牛の鳴き声「モー！モー！モー…」（何回も繰り返してフェードアウト）が被さる。

## スタッフ

### 第1期
- プロデューサー：秋元近史
- アシスタントプロデューサー：原薫太郎（多忙だった秋元の業務を補佐するため、番組後期に担当）
- ディレクター：秋元近史、齋藤太朗、小郷英武、小俣達雄、向笠正夫、五歩一勇 ほか
- 作・構成：青島幸男、前田武彦、津瀬宏、塚田茂、伊藤裕弘、谷啓、河野洋、滝沢ふじお、はかま満緒、奥山侊伸、田村隆、景山民夫、大岩賞介 ほか
- 音楽：宮川泰、東海林修
- 振付：小井戸秀宅
- 演奏：宮間利之とニューハード
- ナレーター：熊倉一雄、納谷悟朗、平井道子 ほか

### 第2期
- プロデューサー：池田文雄[1]

## テーマソング
番組と同名のテーマソングをザ・ピーナッツが歌っていた。そのテーマソングの作詞者は前田武彦である。
第2期（ピンク・レディー時代）のテーマ曲は第1期とは大きく異なっており、ワルツ調になっていた（作詞作曲は不明）。

## 放送局
★印は、第1期を日曜18:30 - 19:00に放送した局。
- ★日本テレビ（製作局）
- 札幌テレビ
- ★青森放送：1972年10月の第1期終了まで放送[10]。
- ★テレビ岩手：1972年10月の第1期終了まで放送[11]。
- ★秋田放送：1972年10月の第1期終了まで放送[10]。
- ★山形放送：1972年10月の第1期終了まで放送[12]。
- ★仙台放送：1966年4月から1970年9月まで放送[13]。
  - ★宮城テレビ：1970年10月の開局から1972年10月の第1期終了まで放送[14]。
- ★福島テレビ：1963年4月から1971年9月まで放送。福島中央テレビに移行せず終了した[15]。
- ★新潟総合テレビ：当時日本テレビ系列、フジテレビ系列、テレビ朝日系列のトリプルネットであったため、同時ネットで放送されていた[16]。
- ★山梨放送[17]
- ★北日本放送[18]
- ★福井放送[18]
- 静岡放送（1969年3月まで）
- ★名古屋テレビ（第1期）[19]
  - 中京テレビ（第2期）
- よみうりテレビ
- 日本海テレビ
- ★広島テレビ[20]
- ★山口放送[21][20]
- ★四国放送[22]
- ★西日本放送[21][20]
- ★南海放送[21][20]
- ★高知放送[20]
- RKB毎日放送
  - ★テレビ西日本（ネットチェンジ後も同時ネットで放送。1969年3月まで）[21]
  - ★福岡放送（1969年4月から）[23]
- テレビ長崎
- テレビ大分
- テレビ宮崎：1970年4月の開局から1972年10月の第1期終了まで放送
- 鹿児島テレビ
- 琉球放送（途中打ち切り）

## 番組終了後

### 木曜スペシャル
『シャボン玉ホリデー』第2期レギュラー放送終了から9年後の1986年3月6日、『木曜スペシャル』枠でクレージーキャッツ結成30周年を記念し、当時の貴重な映像やコントの再現などで一夜限りの復活版を放送した。チェッカーズや原田知世などがクレージーキャッツと共演し、当時の台本を元にオリジナルのスタッフの斎藤太朗が演出した。番組は、自殺した同番組プロデューサー兼ディレクターの秋元近史に捧げられていた。

### スペシャルドラマ『シャボン玉の消えた日』
1989年12月31日16:00 - 17:55に、第1期最終回の裏側を描いたスペシャルドラマ『シャボン玉の消えた日〜シャボン玉ホリデー・笑いにかけた青春物語〜』を放送。ストーリーパートは一部を除いてモノクロ、コーナー再現パートはカラーで構成されている。スポンサーは牛乳石鹸を含めた複数社提供だったが、ドラマ内では当時使われた牛乳石鹸の提供スーパーが再現された。

#### キャスト
- 青島幸男：萩原流行
- 河野洋：永島敏行
- ハナ肇：渡辺正行
- 植木等：田口トモロヲ[注釈 14]
- 谷啓：小倉久寛
- 犬塚弘：嶋田久作
- 安田伸：中村誠一
- 石橋エータロー：花王おさむ
- 桜井センリ：小林のり一
- ザ・ピーナッツ：Wink
- プロダクション社長：中丸忠雄
- 萩原哲晶：笹野高史
- 宮川泰：宮川晶
- 中尾ミエ：秋野暢子
- 入江美樹：喜多嶋舞
- スリーファンキーズ：いいとも青年隊（K・Chaps!：井谷真、塩ノ谷和康、中上雅巳）
- 週刊誌記者：竹中直人
- 大橋巨泉：タモリ
- 秋元近史：根津甚八
- 小松正一、遠山俊也、須永慶、野村信次、加賀谷純一、佐藤さつき、新藤奈々子

#### スタッフ
- 原作：青島幸男（「わかっちゃいるけど シャボン玉の頃」文芸春秋社刊）
- 脚本：高平哲郎
- 音楽監修：宮川泰
- 音楽：宮川晶
- 振付：土居甫
- ボイストレーニング：古賀義弥、大間知陽子
- タイトルデザイン：南伸坊
- 監修・取材協力：河野洋
- 取材協力：砂土居正和、原薫太郎、齋藤太朗、田村隆、松崎真、ハナ肇、秋元近史家御一家、青島幸男
- 演出：須沼望、大友孝行
- 制作協力：渡辺プロダクション
- プロデューサー：五分一勇、増田一穂
- 制作：高橋進
- 製作著作：日本テレビ

### 舞台『天国のシャボン玉ホリデー』
2015年3月27日から3月29日まで東京・三越劇場にて、「第4回日本喜劇人まつり」（一般社団法人日本喜劇人協会主催）として『天国のシャボン玉ホリデー』と題した舞台公演が行われた。放送当時の構成作家の一人である河野洋が脚本、喰始（WAHAHA本舗主宰）が演出をそれぞれ担当し、牛乳石鹸が協賛。小松政夫、藤田弓子、赤井英和、小倉久寛、熊谷真実、清水よし子、桜花昇ぼる、大和田獏、林与一らといったメンバーに加え、犬塚弘も特別出演した。

### 舞台『虎姫一座  シャボン玉だよ！牛乳石鹼！！』
アミューズが2010年結成したレビュー劇団「虎姫一座」により、2011年から2014年まで東京・浅草コシダカシアターでレビュー『「エノケン・笠置のヒットソングレビュー」「シャボン玉だよ！牛乳石鹸！！」がロングラン上演された。「シャボン玉ホリデー」という言葉は使われていないが番組をイメージさせるシーンや楽曲などは多く、牛乳石鹸は公演に協賛。2016年より浅草・アミューズカフェシアターで「帰ってきた！シャボン玉だよ！牛乳石鹸！！」を再演。虎姫一座は2019年まで活動。

## 現存映像
第1期放送当時の放送用2インチVTRは高価であったため、第1期の現存映像は以下の10本のみである。
| 放送年月日    | 回    | サブタイトル             | 形態                          |
| ------------- | ----- | ------------------------ | ----------------------------- |
| 1964年4月19日 | 151回 | コーラス万歳！ピーナッツ | モノクロキネコ                |
| 1964年8月23日 | 169回 | 楽器で遊ぼうピーナッツ   | モノクロキネコ （一部カラー） |
| 1965年7月11日 | 215回 | どうなってんだピーナッツ | モノクロキネコ                |
| 1966年1月9日  | 241回 | タニーケイだよピーナッツ | モノクロキネコ                |
| 1966年3月6日  | 249回 | コントは楽しピーナッツ   | モノクロキネコ                |
| 1967年7月16日 | 320回 | お化けが出るよピーナッツ | モノクロキネコ                |
| 1969年11月2日 | 440回 | ダンドリ大切ピーナッツ   | カラーVTR                     |
| 1970年4月19日 | 464回 | 安田ァー！ピーナッツ     | カラーVTR                     |
| 1970年8月2日  | 479回 | 海へ山へピーナッツ       | カラーVTR                     |
| 1972年4月30日 | 570回 | 10周年だよ！             | カラーVTR                     |

これらのうち、後年の回顧番組などで放送されるのは大半がモノクロキネコ版で、カラーVTRのものは放送される機会が少ない。特に「10周年だよ！」は、放送形態が非公開から公開番組に変わった初の回であるのにもかかわらず、放送されることはほとんどない。
第2期のピンク・レディー版も、後年の回顧番組（特にピンク・レディー関連）で取り上げられることはほとんどないが、1978年に牛乳石鹸共進社自身が発刊した『牛乳石鹸共進社70年の歩み』には、「主な提供番組」のページに山田康雄らがゲスト出演した回の写真が、ピンク・レディーや三ツ矢・藤村・だん吉らレギュラー出演者と共に掲載されている。
「コーラス万歳！ピーナッツ」に関しては放送ライブラリーで公開されている。

### NHK教育『テレビジョン その時代』での再放送
1983年2月20日にNHK教育テレビで放送されたテレビ放送30周年特番『テレビジョン その時代』（第7夜）で、「楽器で遊ぼうピーナッツ」の回が放送された。放送形態は以下のように変更された。
1. 冒頭のザ・ピーナッツの台詞「牛乳石鹸提供！シャボン玉ホリデー」の「牛乳石鹸提供！」の部分は無音となった。
2. オープニングでの提供クレジットと、オープニングテーマ終了後のザ・ピーナッツとハナ肇によるCM[注釈 15]の部分は「コマーシャル」のカードに差し替えられた。
3. 番組内の「牛乳石鹸」のテロップは、「番組スポンサー」というテロップで伏せられた。
4. エンディング前の犬塚と入江による生CMは途中で切られ、すぐにエンディングへ行った。
5. エンドカードは「スターダスト」が流れている最中に出され、「次回予告」「提供クレジット」「乳牛の鳴き声がフェードアウト」は全て削られた。

ただし、プロローグでの乳牛の鳴き声（小島正雄がピアノを弾こうとして「モー！」）はそのまま放送された。

### ビデオグラム
1995年に東芝EMI（後のEMIミュージック・ジャパン。現在はユニバーサルミュージック）からビデオとレーザーディスクで発売（2007年にDVDで再発売）された『クレージーキャッツ メモリアル』に「楽器で遊ぼうピーナッツ」、「どうなってんだピーナッツ」、「タニーケイだよピーナッツ」、「コントは楽しピーナッツ」の4本が収録されている（すべてモノクロだが、一部パートにカラー映像がある）。
ボーナストラックとして「ダンドリ大切ピーナッツ」でのコント「キントト映画」が収録されている（カラー。この映像のみ不要になったキネレコ・フィルムをハナ肇が持ち帰り私的に保存していたもの）。なおこのメディアは、ハナ肇が晩年にクレージーキャッツ全盛期のテレビ番組をビデオ化・発売しようとして頓挫した企画をハナの没後に関係者たちが尽力し、テレビ局各社のライブラリから映像提供を受けて実現させたものである。